# 宮内卿局
宮内卿局（くないきょう の つぼね、? - 慶長20年（1615年））は、安土桃山時代から江戸時代初期にかけての女性。豊臣秀頼の乳母。本名は不明。同じく秀頼の乳母であった右京大夫局と同一人物とも言われている。　

## 人物
近江坂田郡能登瀬村で誕生した。父は青木俊矩。木村重茲に嫁ぎ、重武（高成）・重成をもうけるが、夫と長男は豊臣秀次事件に連座し、自害させられた。宮内卿局は重成を連れ、坂田郡馬渕村に逃亡した。後に許され、豊臣秀頼の乳母となり、重成は秀頼の小姓となった。
慶長20年（1615年）に淀殿・秀頼に殉じて自害した。